# Vyatta Open-Firmware-Router
Die Vyatta Open-Router-Firmware (kurz: Vyatta-OFR oder OFR) war eine auf die Funktionen Router/Firewall/Gateway-Sicherheit spezialisierte Linux-Distribution auf Debian-Basis.

## Kurzbeschreibung
Vyatta OFR ist wie auch andere Routerdistributionen als eigenständiges Server-Betriebssystem zu verstehen. Es wird zunächst per Live-Boot-CD auf einem PC gestartet und kann später über die Konsolenschnittstelle auf z. B. Festplatte fest installiert werden. Nach wenigen Grundeinstellungen beginnt die Installation, welche die Partitionierung der Festplatte vornimmt und die Dateien überspielt. Zunächst ist eine relativ schlanke Konsolenversion verfügbar und das Netzwerk ist nicht konfiguriert. Um den Router ohne Tastatur und Monitor betreiben zu können, muss mindestens eine Netzwerkschnittstelle konfiguriert werden.
Die Hauptaufgabe von Vyatta-OFR ist, die wesentlichen Merkmale eines Routers abzubilden. Durch die flexible Nutzung eines Debian als Betriebssystembasis können nahezu alle Features der x86-Architektur genutzt werden.
Die Konfiguration der Routing-Engine erfolgt im Wesentlichen im Configure-Edit-Mode, in dem alle Änderungen in eine Config-Datei geschrieben werden. Die Besonderheit ist dabei, dass die Änderungen noch nicht sofort aktiv werden, sondern die neue Konfiguration erst mit einem dedizierten „Commit“-Befehl aktiviert wird, die zu commitende Konfiguration also vor dem Aktivieren noch mal kontrolliert werden kann. Anschließend muss ähnlich wie bei Cisco zusätzlich noch die Konfiguration auf dem permanenten Datenspeicher (z. B. Festplatte) geschrieben werden, damit die Konfiguration rebootfest ist. Neben dem Konfigurations-Modus ist das zugrundeliegende Debian-Linux voll zugreifbar. Zugriffe auf das System erfolgen über eine serielle Console, über den Konsolenbildschirm, über SSH, oder die ebenfalls enthaltene WebGUI.

## Geschäftsmodell
Hinter OFR steht die amerikanische Vyatta Inc. aus dem kalifornischen Belmont und eine Community aus freiwilligen Entwicklern und Helfern. Das Geschäftsmodell von Vyatta besteht primär in der Bereitstellung von Support und von Schulungen zum Vyatta-OFR. Zusätzlich werden aktuell zwei Hardware-Router angeboten und es ist möglich, Dell-Rechner über Vyatta als Router konfiguriert zu bestellen.
Mit Version 6.0 stieg Vyatta auf ein Core Modell um, wobei Vyatta Core der vorherigen Community Edition entspricht, Zusatzfunktionen können in Paketen zugekauft werden.
Vyatta Core ist unter die Lizenz GPL gestellt.
Die Firma Vyatta Inc. wurde im Nov. 2012 durch Brocade Communications Systems übernommen.
Um den Kern von Vyatta auf einer freien Basis auch ohne Mithilfe von Brocade weiterzuentwickeln fand sich eine Community zusammen, welche den Fork namens „VyOS“ erschuf. Version 1.0, Codename Hydrogen, wurde am 22. Dez. 2013 veröffentlicht.
Im Juni 2017 verkaufte Brocade Vyatta Software Technology an AT&T Communications.

## Funktionsumfang, Features Version 4.0
Die Version 4.0 beinhaltet folgende Hauptfunktionen:
- CLI – Eigene Command-Line-Shell, die an Ciscos IOS oder Junipers Screen-OS angelehnt ist. Alle wesentlichen Router-Parameter können hier konfiguriert werden
- High-Availability-Protokoll (ähnlich HSRP)
- Routing-Protokolle per Zebra – OSPF, BGP, VRRP
- Stateful-Inspection-Firewall per Linux-Netfilter
- Interface-Optionen: LAN, WAN, VLAN-/Serielle-/Multilink-/Tunnel-Interfaces
- Sonstiges: VPN, SSL VPN, NAT, PPPoE, DHCP

## Version 5.0
In Version 5 sind einige Neuerungen in die Distribution integriert worden:
- WebGUI
- OpenVPN-Unterstützung
- Intrusion-Protection, URL-Filterung
- DNS-Forwarding, DynDNS-Unterstützung u. a.

## Version 6.0
- IPv6-Unterstützung bei Routing und Firewall
- Erweiterung um Zeit- und Zonen-basierte Firewall-Regeln
- Wechsel zu einem Open-Core-Modell, wobei Vyatta Core etwa der vorherigen Community Edition entspricht[2]

## Vergleich mit anderen Router-Distributionen
- Anders als OpenWrt läuft OFR ausschließlich auf x86-Hardware. Als embedded Gerät ausgeführte DSL- und WLAN-Router bleiben somit außen vor.
- Im Gegensatz zu fli4l wird OFR „online“, also im laufenden Betrieb konfiguriert.
- XORP wurde wohl etwas eher als Vyatta-OFR begonnen, erscheint aber auch etwas weniger aktuell.